# بوبي كيمبل
بوبي كيمبل (بالإنجليزية: Bobby Kimball)‏ هو لاعب كرة قدم أمريكية أمريكي، ولد في 12 مارس 1957 في كاماريلو في الولايات المتحدة.

## وصلات خارجية
- بوبي كيمبل على موقع مرجع كرة القدم المحترفة.كوم (الإنجليزية)